# Dienga

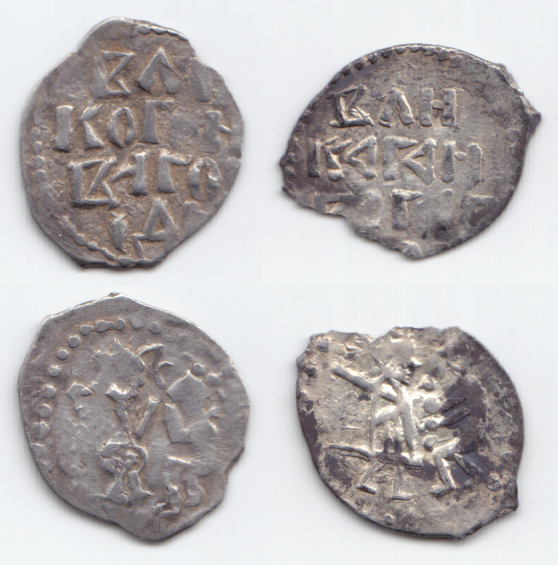
Dwie srebrne dengi Republiki Nowogrodzkiej 1420–1478

Dienga – srebrna moneta rosyjska bita od schyłku XIV wieku w Moskwie, a w pierwszej połowie XV w. także w innych rejonach Rosji, jako 1/200 grzywny srebra i 1/200 moskiewskiego rubla obrachunkowego. 
Po reformie z 1534 r. pojawiły się dwa nominały:
- dienga nowogrodzka (nowgorodka) – zwana powszechnie kopiejką i
- dienga moskiewska  (moskowka, szabelna albo mieczowa – od jeźdźca z szablą) – o połowę lżejsza od nowogrodzkiej.

Dienga moskiewska, nazywana też po prostu diengą, ważyła ok. 0,34 grama, jako 1/600 grzywny srebra. W latach 1700–1828 dienga była bita w miedzi.